# CKHZ-FM
Energy 103.5 (CKHZ-FM) ist ein Hot Dance Airplay Contemporary Hit Radio Radiosender aus Halifax, Nova Scotia, Kanada. Der Sender sendet mit einer Leistung von 100.000 Watt und versorgt die gesamte Halifax Region. Des Weiteren wird das Programm als Livestream ins Internet und digitale Kabelnetz eingespeist. Der Sender wird von HFX Broadcasting, einer Tochtergesellschaft von Evanov Communications betrieben. Der Sender konkurriert mit 101.3 The Bounce und C100.

## Geschichte
CKHZ übernahm die Frequenz von CKO, welcher zwischen 1985 und 1989 auf dieser gesendet hat. 2003 genehmigte die Canadian Radio and Television Commission den Sendebetrieb. Der offizielle Sendestart war der 14. August 2006.